# Élise Rivet
Marie Elisabeth de l’Eucharistie
Pour les articles homonymes, voir Rivet (homonymie).
Mère Marie Elisabeth de l’Eucharistie, de son vrai nom Élise Rivet, née le 19 janvier 1890 à Draria en Algérie et morte le 30 mars 1945 au camp de Ravensbrück, est une religieuse catholique et résistante française durant la Seconde Guerre mondiale. Elle est reconnue Juste parmi les nations ; son procès en béatification est ouvert.

## Biographie
Élise Rivet est la fille d'un officier de la marine française. À la suite du décès de son père, elle rentre en métropole en 1909 et s’installe à Lyon, avec sa sœur. Élise trouve un emploi dans un salon de coiffure, cours Morand. Elle rejoint le 8 décembre 1912 les sœurs de Notre-Dame de la Compassion, à Fourvière, et prononce ses vœux perpétuels le 30 mai 1915. En religion désormais elle est « Marie Élisabeth de l'Eucharistie » Maîtresse des novices à partir de 1920, elle est nommée mère supérieure en 1933.
Après la chute de la Troisième République française face à l'Allemagne nazie, Élise Rivet commence à cacher des réfugiés pour que ceux-ci échappent à la Gestapo. Elle fournit des faux papiers, utilise aussi son couvent pour cacher des armes et des munitions en faveur des Mouvements unis de la Résistance. En liaison avec le cardinal Gerlier, elle participe au sauvetage d'enfants juifs, à partir de 1941.
Le 24 mars 1944, Élise Rivet et son assistante sont arrêtées par la Gestapo et emprisonnées à la prison Montluc à Lyon. Elle est ensuite emmenée à Romainville avant d'être déportée au camp de concentration de Ravensbrück près de Berlin en Allemagne, par le convoi I.246 parti de Paris le 14 juillet 1944. Elle est soumise alors aux travaux forcés. Voyant la guerre mal tourner, les nazis commencent à exterminer de plus en plus rapidement de nombreuses personnes dans les chambres à gaz. Le 30 mars 1945, Élise Rivet se rend volontairement à la chambre à gaz à la place d'une mère et est ainsi tuée quelques semaines avant la fin de la guerre.

## Distinctions
- Croix de guerre 1939–1945 (novembre 1945)[1]

- En 1997, elle reçoit à titre posthume la Médaille des Justes parmi les nations[3]

## Hommages
En 1961, le gouvernement français l'honore en créant un timbre postal à son effigie.
En 1991, le cardinal Decourtray introduit son procès en béatification.
Une rue de la ville de Brignais (depuis le 2 décembre 1979), un ITEP, un parc public et une rue du 5e arrondissement de Lyon portent son nom. 
En 1999 la Salle Élise Rivet de l'Institut des Sciences de l'Homme de Lyon prend également son nom. 